# Agonum impressum
Agonum impressum — вид жужелиц из подсемейства Platyninae.

## Описание
Жук длиной от 8 до 9,5 мм. Верхняя часть тела медная, бронзовая, редко зелёная, иногда двухцветный. Надкрылья самки матовые. Третий промежуток надкрылий с пятью-семью очень крупными яркими, занимающими всю ширину промежутка.

## Экология
Встречается большей частью у воды.